# 別廖扎區
別廖扎區，是白俄羅斯的一個區，位於該國西南部，屬於布列斯特州的一部分，面積1,412.77平方公里，2009年人口66,988，人口密度每平方公里47.42人。